# Château de Belcastel (Aveyron)
Pour les articles homonymes, voir Château de Belcastel.

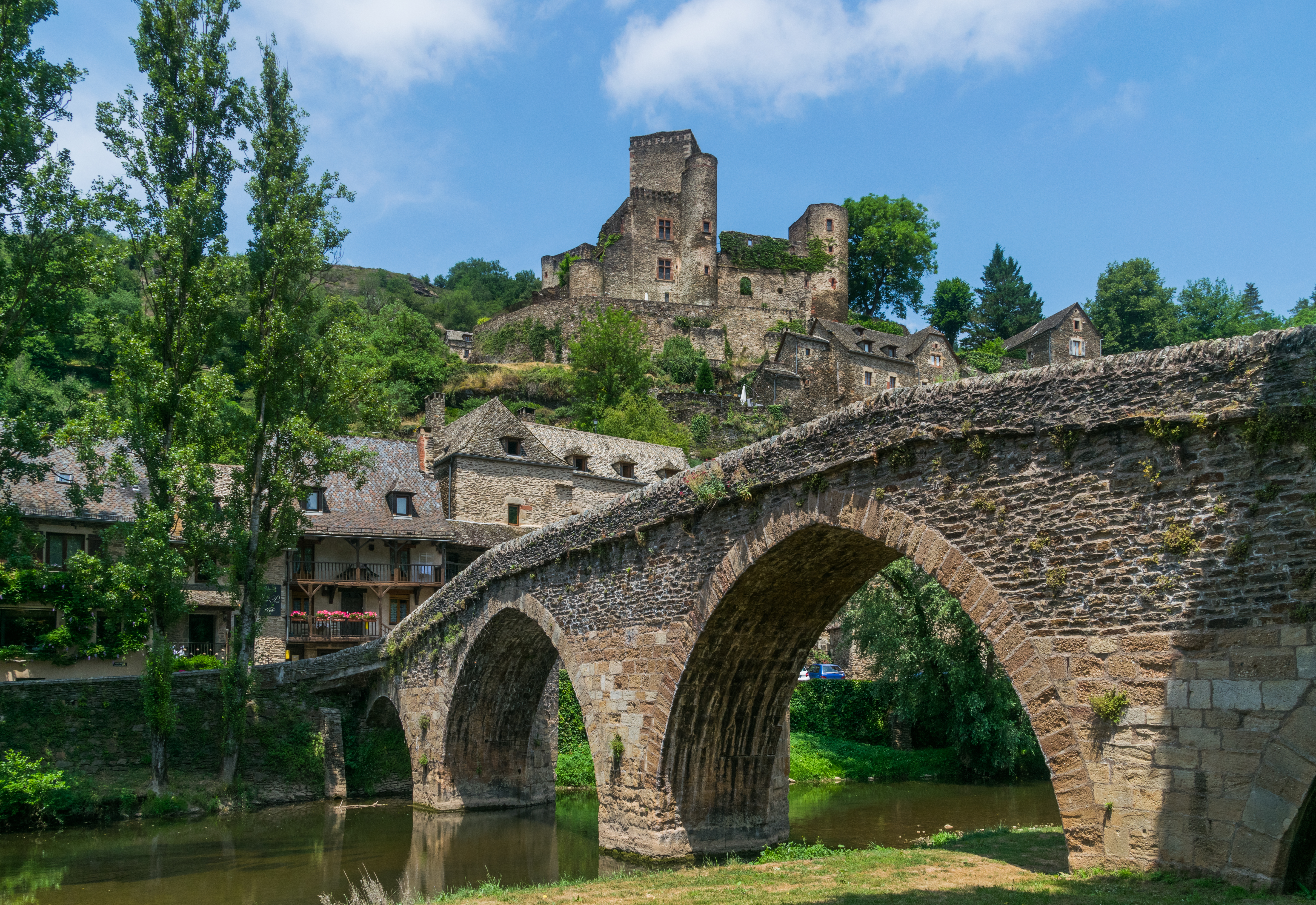
Vue générale du château de Belcastel et du pont du village.

Le château de Belcastel est une forteresse médiévale qui se dresse sur un éperon rocheux de la commune française de Belcastel dans le département de l’Aveyron, dans la région Occitanie. Il est situé sur la rive nord de la rivière Aveyron, en aval de Rodez. En 1992, le village de Belcastel est élu l’un des « Plus Beaux Villages de France ». Il était l’un des jalons sur la route du sel. Étymologiquement, « belcastel » vient de l’occitan bel qui vient lui-même du latin bellum signifiant guerrier et puissant et de castel venant du latin castellum qui est le diminutif de castrum signifiant poste fortifié d’un camp. Donc, le château n’est pas construit pour servir de château d’agrément mais comme une forteresse militaire.
Le site pourrait avoir une origine romaine et aurait eu pour but de protéger la vallée et contrer les invasions. Sur une case-encoche, le château de Belcastel naquit au VIIIe siècle avec une simple chapelle. L’histoire du château prit fin brutalement au début du XVIIe siècle, alors abandonné et laissé en ruine. En 1972, l'architecte Fernand Pouillon découvre les vestiges, et décide de leur rendre leur gloire d’antan. Pendant huit années de travaux ininterrompus, il redonne vie au château pour en faire sa résidence principale. Bien que le château reste une résidence privée, sa propriétaire actuelle invite le public à visiter à la fois un monument historique et une grande galerie d’art.
Le château de Belcastel est un des 24 châteaux de l’Aveyron qui ont rejoint la Route des Seigneurs du Rouergue afin de créer un circuit touristique. Les ruines du château sont inscrites au patrimoine des monuments historiques par le Ministère français de la Culture le 5 mars 1928. En 2022, la restauration faite par Fernand Pouillon est classée au patrimoine des monuments historiques.
A la mort de l'architecte, sa dernière femme Catherine Sayen hérite du château. Elle l'ouvre au public. En 2005, elle le vend à la galeriste new yorkaise Heidi Leigh et son mari, Nick Leone. Expositions d'art contemporain, rénovation permettant de transformer partiellement le château en hôtel, construction d'une piscine dans les douves, le couple insuffle du renouveau. À leur séparation en 2023, ils le mettent en vente. En 2025, Éric Girard, ancien PDG de Carglass, et sa femme Valérie s'en portent acquéreur pour 3 millions d'euros. Le château continue à accueillir du public pour des visites en parallèle de son activité hôtelière.

## Historique

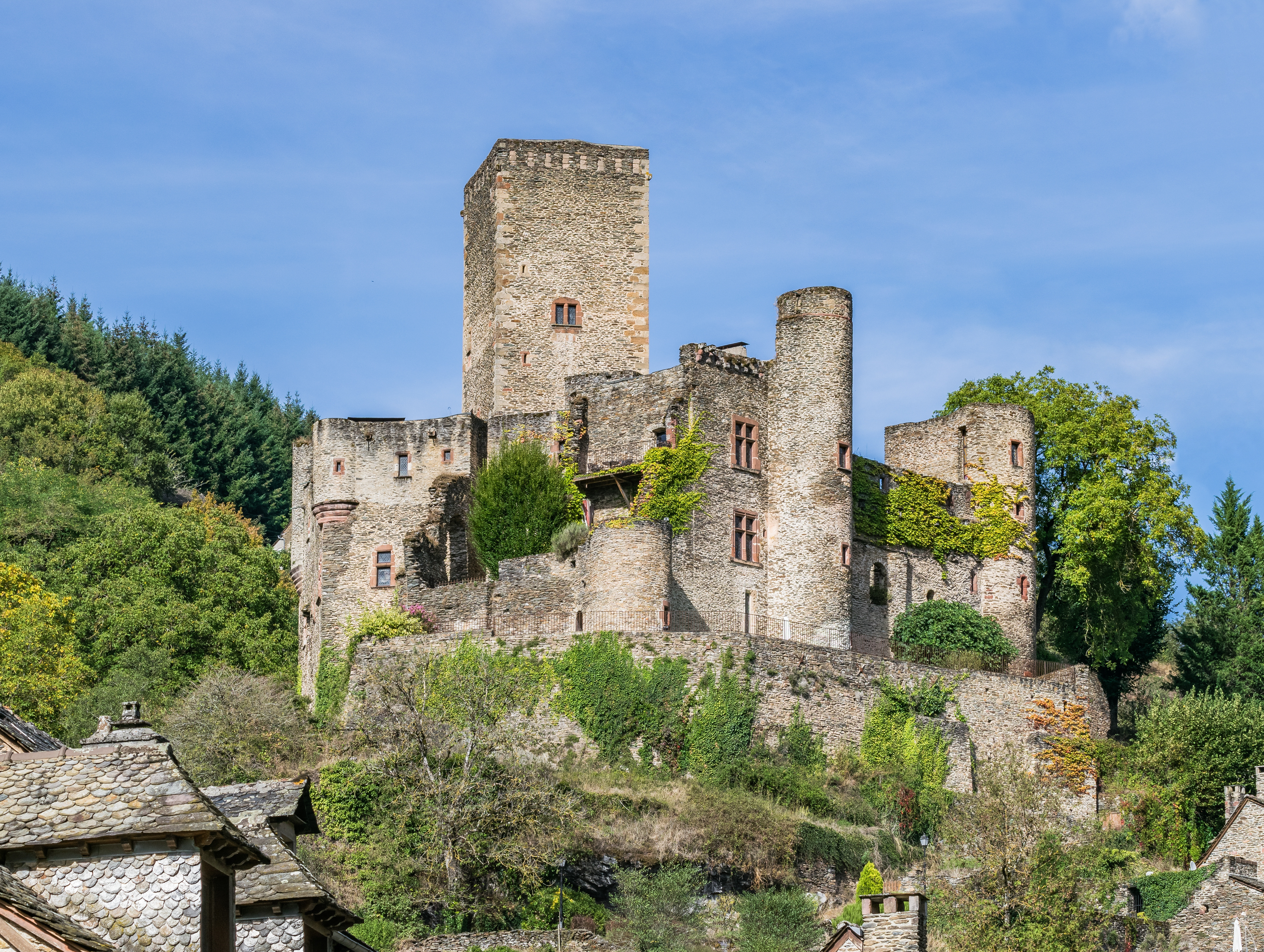
Vue générale du château de Belcastel en septembre 2018.

### Moyen Âge
L’histoire du château commence par une case-encoche. Celle-ci pourrait être l’origine d’une agglomération primitive ou un poste avancé chargé de la surveillance de l’Aveyron. Il s’ensuit une chapelle pré-romane érigée au VIIIe siècle, un premier château aux IXe et Xe siècles avec la superposition d’une chapelle sur l’autre, des fortifications aux Xe et XIe siècles puis des remaniements au XIVe siècle. La chapelle du VIIIe siècle est dédiée à sainte Marie-Madeleine, qui serait venue ici après la mort de Jésus Christ. Le fondateur du château est Oldoric Ier « de Panat » de Rouergue de Bello Castello (Belcastel) (940-987). Le premier seigneur est Gérard Ier Frotard de Belcastel de Rouergue (966-…). Si le château se construit en deux ou trois phases, le premier seigneur qui portera la particule « de Belcastel » sera Gérard Ier. Toutefois, si le château a été construit en une seule fois, ce sera alors Umbert ou Humbert qui portera la particule « de Belcastel ». La famille de Belcastel sera de tous les conflits locaux, régionaux et nationaux.
En 1368, Marceline de Belcastel vend le château de Belcastel au Roi d’Angleterre. À la fin des accords de Brétigny, le château passe dans les possessions de Charles V, roi de France, en copropriété avec l’abbaye de Bonnecombe. À la fin du XIVe siècle, pour services rendus au roi, Charles V offre le château aux Armagnac, qui à leur tour le donnent aux Saunhac. La famille de Saunhac redonne vie au village en finissant les transformations du château entreprises par Armagnac, ainsi qu’en construisant le pont et l’église Sainte-Marie-Madeleine, toujours existants. À la fin de la guerre de Cent Ans, la famille de Saunhac modifie le château pour qu’il soit plus agréable à vivre (fenêtres à meneaux et vitraux).
Après avoir appartenu à la famille de Saunhac, il passe, par mariage, de famille en famille, en commençant par Jean III de Morlhon, seigneur de Sanvensa et de Castelmary, sénéchal de Quercy et de Rouergue, puis François Ier de Buisson de Bournazel, marquis de Bournazel, gouverneur et sénéchal de Rouergue. Ce dernier n’y résidera pas, et laissera le château livré à lui-même.

### Temps d'abandon
Ignoré par la Révolution française, le château est toujours abandonné, quand, au XIXe siècle, Rose Acquier, une habitante du village achète le château pour en faire une carrière de pierres. Elle en fait l’acquisition moyennant 750 livres, soit 1 650 euros actuels, à Marie-Agathe Dorothée de Comminges, veuve héritière de Jean Buisson de Bournazel. Ses clients extraient les belles pierres et laissent des plaies béantes. Au début du XXe siècle, la façade ouest s’effondre dans un énorme fracas. C’est le début de la fin. Le démantèlement se poursuit jusqu’en 1928, année durant laquelle le Ministère français de la Culture inscrit le château au patrimoine des monuments historiques. Durant les 46 années qui suivirent, la végétation envahit le château et ce dernier devient un terrain de jeux pour les enfants du village.

### Fernand Pouillon
Au début des années 1970, l’architecte français Fernand Pouillon (1912-1986) découvre le château en ruine. Alors qu’il cherche une propriété historique extraordinaire pour en faire sa demeure, il en tombe amoureux et décide d’en faire l’acquisition. Il l’achète en 1972 pour 150 000 francs (nouveaux), soit un peu plus de 22 000 euros. La rumeur populaire dit qu’il aurait tout réglé en lingots d’or. Durant huit ans, il travaille à la restauration du site avec son équipe composée d’un chef d’équipe et d’une dizaine d’ouvriers. Dix maîtres-vitriers s’attellent également à la restauration des 87 vitraux du XVIe siècle, que Fernand Pouillon a acquis à la cathédrale d'Orléans.
Les pierres sont issues d’une carrière au-dessus du château. Soucieux de rester dans l’âme initiale du château, Fernand Pouillon compulse toutes les archives, quand, à la bibliothèque de Rodez, il découvre un ouvrage contenant des illustrations de l’intérieur du château avant son déclin. Ces sources l’orienteront vers la disposition correcte de la plupart des pièces. Fasciné par les détails architecturaux médiévaux, il choisit toutefois d’intégrer des matériaux modernes aux conceptions anciennes. Il décida que son équipe de tailleurs de pierres, de maçons et de vitriers n’utiliserait que la technologie médiévale, bravant l’à-pic de quarante mètres de la face nord, au vu de l’état dégradé des ruelles et du chemin d’accès au château. « Il n’y a pas de chemin carrossable jusqu’au château. Je côtoie pédestrement les bords escarpés de l’Aveyron. (…) Un détestable sentier, rapiécé, décousu, reprisé par-ci par-là d’empierrements, ... ». C’est donc manuellement que l’architecte et son équipe mettront en place les énormes poutres, les arches et les cheminées du château qu’ils reconstruiront pierre par pierre. Ainsi, le château a pu retrouver un toit, des murs et des fenêtres. Sa restauration est exemplaire en cela qu’il est impossible de déterminer quel est l’apport moderne à ce qui n’était plus qu’un champ de ruines. Pierre de Lagarde avait dit dans l’émission Chefs-d'œuvre en péril que vouloir restaurer le château de Belcastel équivaudrait à « vouloir vider la mer à la petite cuillère ». L’inauguration officielle a lieu le 6 juillet 1984.
À la suite de la restauration du château de Belcastel, le village a pu bénéficier lui aussi d’une restauration. François Mitterrand élèvera Fernand Pouillon au grade d’officier de la Légion d’honneur. Bien qu’il ait déposé les permis pour construire toutes les maisons en ruine du village, il n’eut le temps d’en restaurer entièrement qu’une seule au-dessus du château (modifiée depuis par les propriétaires actuels). Il avait aussi consolidé la plupart des autres ruines du village qui furent ensuite rachetées par la commune, notamment grâce à des fonds européens pour être restaurées et louées à l’année. Le village est élu comme l’un des « Plus Beaux Villages de France » en 1992. Quand les travaux furent finis, le château resta privé. 
À la mort de ce dernier le 24 juillet 1986 dans le château, il reste dans la famille de Fernand Pouillon. Cependant, la génération suivante connaît des manques de moyens financiers et de compétences. Le château sera vendu. Conformément à son idéologie égalitaire, Pouillon a demandé qu’à sa mort, son corps soit enterré dans le petit cimetière de Belcastel dans une tombe anonyme. Son souhait sera exaucé. Néanmoins, bien que la tombe soit simple et anonyme, son mausolée est la réplique de la Salle des gardes du Xe siècle du château, lieu qui lui a servi de bureau d’architecte lors de la restauration.

### Ouverture au public
En 2005, une galeriste new-yorkaise, Heidi Leigh, achète le château et l’ouvre au public comme monument historique, monument architectural et galerie d’art.
Le 30 mars 2017 est créée l’association « Héritage Fernand Pouillon ». Cette association encourage les projets confrontant art et d’architecture avec la famille, les amis et les admirateurs de Fernand Pouillon et de son travail.
En 2025, le château est racheté par Éric et Valérie Girard qui décident de le garder ouvert au public.